# Castilenti
Castilenti est une commune de la province de Teramo dans les Abruzzes en Italie.

## Administration
| Période                                  | Période  | Identité      | Étiquette     | Qualité |
| ---------------------------------------- | -------- | ------------- | ------------- | ------- |
| 27 mai 2003                              | En cours | Guerino Cilli | Centro-Destra |         |
| Les données manquantes sont à compléter. |          |               |               |         |

### Communes limitrophes
Atri, Castiglione Messer Raimondo, Elice (PE), Montefino, Penne (PE)